# Fesztiválkártya
A Fesztiválkártya egy keceli cég védjegye.
A Fesztiválkártya a Metapay cégnek a terméke, amelyet különböző fesztiválokon (Sziget Fesztivál, Heineken Balaton Sound, VOLT Fesztivál) használnak. A kártya azonkívül, hogy fizetési megoldást nyújt, más tranzakciók kezelésére, (törzsvásárlói rendszerek, kuponok, beléptetés) is alkalmas. Jogi szempontból a Fesztiválkártya egy elektronikus utalvány, azaz nem vonatkoznak rá a bankkártyákkal kapcsolatos rendelkezések.
A Metapay tranzakciós rendszere számos interface-szel rendelkezik, így a rendszer használható kártya alapon (mágnescsík vagy RFID), interneten (online fizetés, regisztráció), vagy akár mobiltelefonon keresztül (NFC, mobilalkalmazás).
Előnye, hogy lehetővé teszi a kiskorú (18 éves kor alatti) és feletti személyek könnyű megkülönböztetését, mivel más színű kártyát kapnak.
2011-ben a termék Ipari innovációs díjat kapott.
2013-ban már több mint 10 fesztivál választotta a Metapay Fesztiválkártyát, melyeken több mint 5 millió tranzakciót, s ezzel több mint 700 000 embert szolgáltak ki.